# Wim Tol
Wim Tol (Volendam, 23 mei 1961) is een voormalige Nederlandse voetballer die tijdens zijn profloopbaan uitsluitend voor FC Volendam uitkwam. Hij is een jongere broer van Pier Tol, die eveneens als profvoetballer actief was.

## Spelersloopbaan
Bij aanvang van het seizoen 1980/81 werd Tol door trainer Henk Ellens toegevoegd aan de selectie van het eerste elftal, waarin hij op 30 augustus 1980 debuteerde als invaller voor Paul Stam tijdens een met 1-0 verloren uitwedstrijd bij sc Heerenveen. De aanvaller groeide in zijn eerste profjaar uit tot een revelatie en zou met 19 doelpunten uiteindelijk topscorer van de Eerste divisie worden. In 1983 promoveerde hij met FC Volendam naar de Eredivisie. Een jaar later keerde Tol het betaald voetbal de rug toe. Hij zette zijn spelersloopbaan voort bij  zaterdag-eersteklasser SV Marken die in het bekerseizoen 1985/86 voor furore zorgde door onder andere Heracles Almelo uit te schakelen en later tot de kwartfinale door te dringen. Daarin werd Marken met 0-1 uitgeschakeld door FC Den Haag. In 1991 stopte Tol met voetbal.

### Profstatistieken
| Seizoen | Club        | Land      | Competitie     | Duels | Goals |
| ------- | ----------- | --------- | -------------- | ----- | ----- |
| 1980/81 | FC Volendam | Nederland | Eerste divisie | 30    | 19    |
| 1981/82 | FC Volendam | Nederland | Eerste divisie | 23    | 5     |
| 1982/83 | FC Volendam | Nederland | Eerste divisie | 27    | 13    |
| 1983/84 | FC Volendam | Nederland | Eredivisie     | 25    | 4     |
| Totaal  | Totaal      | Totaal    | Totaal         | 105   | 41    |